# Leonardo Rodríguez
Leonardo Adrián Rodríguez Iacobitti (Lanús, 27 de agosto de 1966) é um ex-futebolista argentino que atuava como meio-campista.

## Carreira
Jogou por clubes como Atalanta (Itália), San Lorenzo e Universidad de Chile. Jogou também pela Seleção Argentina, participando das edições de 1991 da Copa América e da Copa de 1994, jogando apenas uma partida, contra a Bulgária.

## Títulos Nacionais
- Campeonato Chileno: 1995, 1999 e 2000
- Copa Chile: 1998 e 2000
- Torneio Clausura Argentina: 2001

## Títulos Internacionais

### Argentina
- Copa América: 1991 e 1993
- Copa das Confederações: 1992
- Troféu Artemio Franchi: 1993

### San Lorenzo
- Copa Mercosul: 2001
- Copa Sul-Americana: 2002

### Prêmio individual
- Melhor jogador da Copa América de 93